# Duck Dodgers e il ritorno del XXIV secolo e mezzo

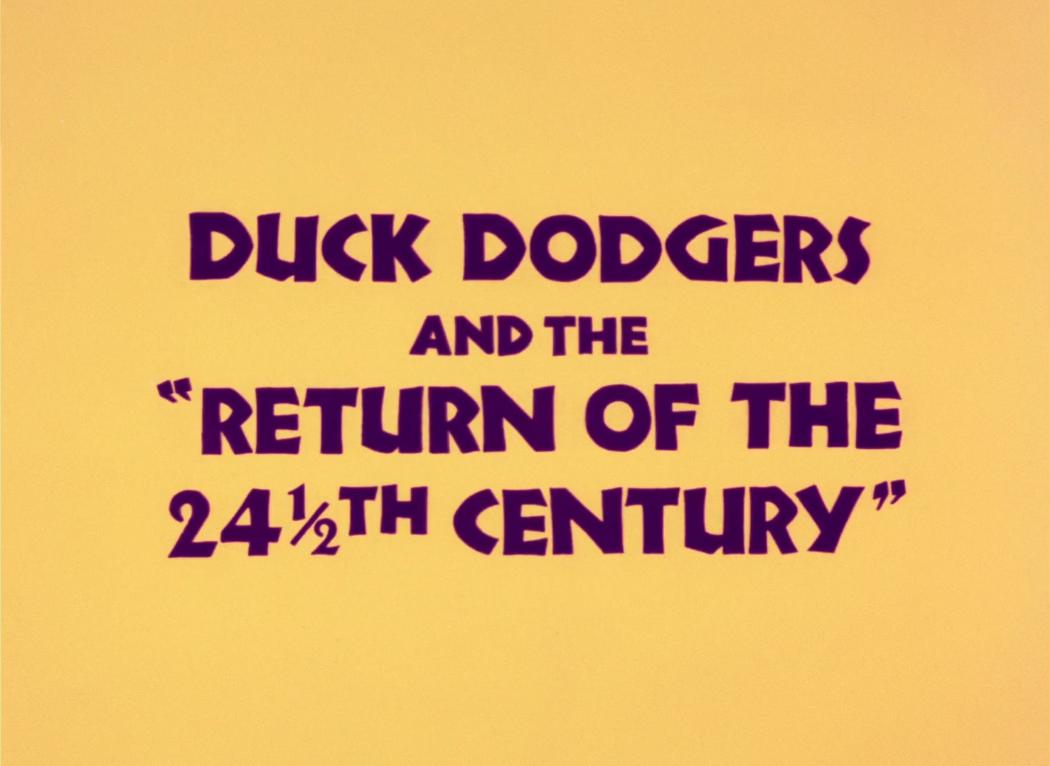
Logo originale

Duck Dodgers e il ritorno del XXIV secolo e mezzo (Duck Dodgers and the Return of the 24½th Century) è un cortometraggio televisivo d'animazione della serie Merrie Melodies prodotto, diretto e co-sceneggiato da Chuck Jones. Sequel del cartone animato del 1953 L'eroe del XXIV secolo e mezzo, fu trasmesso per la prima volta il 20 novembre 1980 sulla CBS come parte dello speciale Daffy Duck's Thanks-for-Giving Special, per poi essere riformattato come corto autonomo tagliando alcune scene. Questa versione fu trasmessa su ABC, Cartoon Network e Nickelodeon (su quest'ultima rete senza il titolo di coda), e distribuita in home video.

## Trama
Incaricati di individuare la brusca-e-sapone molecolare necessaria per lucidare gli yo-yo, Duck Dodgers e il suo assistente, il giovane ardente cadetto spaziale, si schiantano con la loro astronave in un guscio d'uovo gigante, dove trovano Marvin il Marziano, che sta, come al solito, tramando per distruggere la Terra, in un tentativo di risolvere il "problema energetico". Marvin suggerisce a Dodgers di visitare la stanza di Delizia, che il papero pensa sia una regina spaziale, ma si rivela invece essere un gigantesco e peloso mostro in scarpe da ginnastica, e lo spaventato Dodgers fugge. Il cadetto utilizza un rapamostri elettronico per tosare Delizia fino a farlo sparire. Dodgers quindi dà al cadetto alcuni ordini tramite espressioni figurate ma, furioso del fatto che il suo assistente li interpreti fin troppo letteralmente, lo insegue sparandogli più volte.

## Personaggi e doppiatori
| Personaggio                  | Doppiatore originale | Doppiatore italiano |
| ---------------------------- | -------------------- | ------------------- |
| Daffy Duck / Duck Dodgers    | Mel Blanc            | Marco Mete          |
| Porky Pig / cadetto spaziale | Mel Blanc            | Marco Bresciani     |
| Marvin il Marziano           | Mel Blanc            | Neri Marcorè        |
| Delizia                      | Mel Blanc            |                     |
| Computer                     | Mel Blanc            | Renzo Stacchi       |

## Scene eliminate
Le seguenti scene vennero tagliate quando questo cartone animato fu riformattato come cortometraggio singolo:
- Dodgers che dichiara in arresto Marvin.
- Il cadetto spaziale che spara una camicia di forza a Marvin per catturarlo.
- Il vero finale in cui Marvin (ancora avvolto nella camicia di forza) punta il suo missile sulla Terra e spara, dicendo poi ai telespettatori che il missile ci metterà tre giorni per raggiungere la Terra, dando a tutti il tempo di sistemare i loro affari prima di essere uccisi (il che spiega il titolo di coda in cui Marvin dice: "Non preoccupatevi, gente. Dopotutto, è solo un cartone").

## Edizioni home video

### VHS
America del Nord
- Marvin the Martian (1998)
- Marvin the Martian & K-9 (1998)

Italia
- Carota party con Bugs Bunny & Marvin il Marziano (1997)

### DVD e Blu-ray Disc
Il corto fu inserito, in inglese sottotitolato, nell'edizione DVD-Video del film Daffy Duck's Quackbusters - Agenzia acchiappafantasmi, uscita in America del Nord il 4 agosto 2009 e in Italia il 9 settembre. Fu incluso anche nel secondo DVD della raccolta The Essential Daffy Duck, uscita in America del Nord il 1º novembre 2011. Fu poi incluso, sempre in SD, nel terzo disco della raccolta Looney Tunes Platinum Collection: Volume One, uscita in America del Nord in Blu-ray Disc il 15 novembre 2011 e in DVD il 3 luglio 2012.